# Свеженска река
Свеженска река е река в Южна България – Област Пловдив, общини Брезово и Карлово, ляв приток на Бяла река от басейна на Стряма. Дължината ѝ е 26 km.
Свеженска река извира на 1059 m н.в., на 800 m югоизточно от връх Чатал дърво (1105 m) в Сърнена Средна гора на Средна гора. До село Свежен протича на югозапад, запад и северозапад, като в района на селото долината ѝ слабо се разширява. След селото долината ѝ отнова се стеснява и пресича в дълбока долина, най-напред на север, а след това на югозапад Сърнена Средна гора и достига до язовир „Домлян". След язовира в старото корито на реката вода протича единствено при много високи води в язовира, тъй като е отклонена за напояване в Карловското поле. Влива се отляво в Бяла река (ляв приток на Стряма) на 295 m н.в., на 600 m североизточно от село Пролом.
Площта на водосборния басейн на реката е 121 km2, което представлява 50,6% от водосборния басейн на река Бяла река.
Основни притоци: Чифлишко дере (десен приток) и Мраченишка река (ляв приток).
Реката е с дъждовно-свежно подхранване, като максимумът е през март-юни, а минимумът – юли-октомври.
По течението на реката са разположени две села села:
- Община Брезово – Свежен;
- Община Карлово – Домлян.

Северно от село Домлян на реката е изграден големият язовир „Домлян", водите на който се използват за напояване в югоизточната част на Карловското поле.

## Топографска карта
- Лист от карта K-35-51. Мащаб: 1 : 100 000.
- Лист от карта K-35-50. Мащаб: 1 : 100 000.